# كهف أبرسكيل
كهف أبركسيل هو كهف مقرنصات بالقرب من قرية أوتاب في أبخازيا بجورجيا. سُمي هكذا نسبة إلى البطل القومي لأبرسكيل، البطل الشعبي الموازي للإغريقي بروميثيوس والجورجي أميران، والمعروف باسم أبخازيا بروميثيوس.